# Phellia coreopsis
Phellia coreopsis is een zeeanemonensoort uit de familie Sagartiidae. De anemoon komt uit het geslacht Phellia. Phellia coreopsis werd in 1864 voor het eerst wetenschappelijk beschreven door Duchassaing & Michelotti. 